# 新潟県道573号雷土新田浦佐線

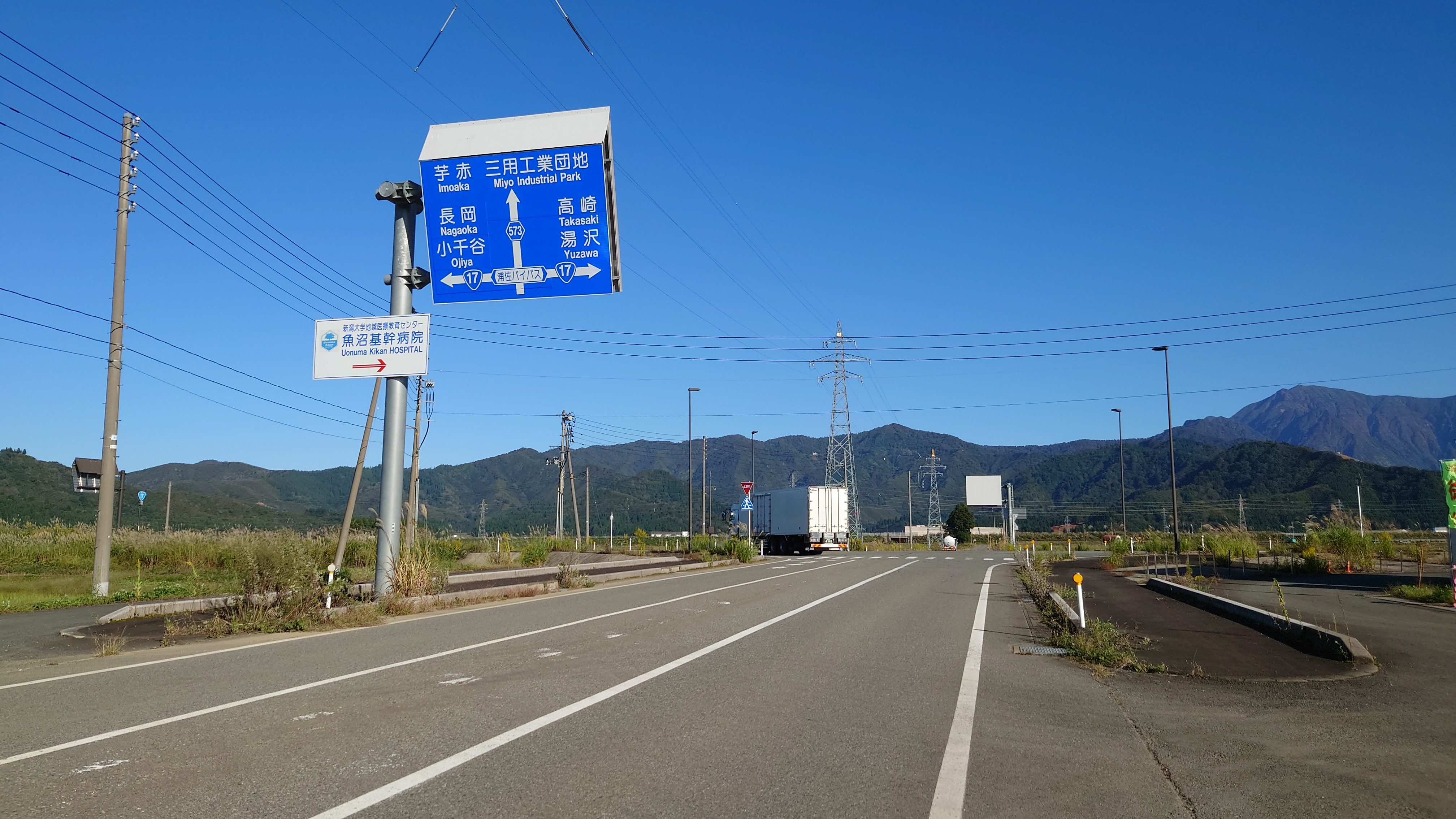
新潟県道573号雷土新田浦佐線と国道17号浦佐バイパスの交差点付近

新潟県道573号雷土新田浦佐線（にいがたけんどう573ごう いかづちしんでんうらさせん）は新潟県南魚沼市を起点に、同県魚沼市を経由し南魚沼市に至る一般県道である。

## 概要
起終点ともに南魚沼市にあるが、途中に魚沼市域を経由する路線である。
起点は南魚沼市雷土新田の新潟県道502号大桑原芋赤線交点である。西へ進み、三用工業団地を経由し田園地帯を走り、関越自動車道をアンダーパスする付近にて魚沼市に入る。この付近は大浦新田の飛び地であり、浄源塚の一本杉が付近にある。
国道17号浦佐バイパスと接続し、水の郷工業団地を経由し、水無川右岸の八色原を東へ走る。魚沼市道岡新田水無川線とT字路で接続し、水無川を水無川橋で渡り、南魚沼市に入り浦佐字天王町にて終点となる。

### 路線データ
- 起点：新潟県南魚沼市雷土新田（新潟県道502号大桑原芋赤線交点）
- 終点：新潟県南魚沼市浦佐字天王町（新潟県道28号塩沢大和線・新潟県道265号下折立浦佐停車場線交点）

## 通過する自治体
- 新潟県
  - 南魚沼市 - 魚沼市 - 南魚沼市

## 接続する道路
- 新潟県道502号大桑原芋赤線（起点：南魚沼市雷土新田）
- 新潟県道28号塩沢大和線・新潟県道265号下折立浦佐停車場線（終点：天王町交差点）

## 周辺
- JR上越新幹線・上越線 浦佐駅
- 関越自動車道 大和スマートIC/PA
- 国道17号 浦佐バイパス
- 南魚沼市立ゆきぐに大和病院
- 南魚沼市立大和中学校
- 南魚沼市立浦佐小学校
- 天王町簡易郵便局
- 雪国まいたけ 第5バイオセンター
- テーブルマーク 魚沼水の郷工場
- 魚野川
- 奥只見レクリェーション都市公園 （浦佐地域）八色の森公園